# Pange
 Pange  es una población y comuna francesa, en la región de Lorena, departamento de Mosela, en el distrito de Metz-Campagne. Es el chef-lieu del cantón de Pange.

## Demografía
| 364 | 484 | 505 | 732 | 857 | 781 |
| Para los censos de 1962 a 1999 la población legal corresponde a la población sin duplicidades (Fuente: INSEE [Consultar]) |     |     |     |     |     |